# (13777) Cielobuio
(13777) Cielobuio ist ein Asteroid des Hauptgürtels, der am 20. Oktober 1998 von den italienischen Astronomen Marco Cavagna und Augusto Testa am Osservatorio Astronomico Sormano (IAU-Code 587) in den lombardischen Voralpen etwa 40 Kilometer nördlich von Mailand nahe der Ortschaft Sormano in der Provinz Como entdeckt wurde.
Der Asteroid wurde am 11. November 2000 nach der italienischen Gesellschaft gegen Lichtverschmutzung CieloBuio benannt, die eine grundlegende Rolle bei der Durchsetzung eines regionalen Gesetzes in der Lombardei spielte, das als eines der fortschrittlichsten weltweit gilt.
Der Himmelskörper ist Mitglied der Koronis-Familie, einer Gruppe von Asteroiden, die nach (158) Koronis benannt ist.